# Aritz Arruti
Aritz Arruti Basterretxea (né le 29 mars 1980,) est un coureur cycliste espagnol, originaire du Pays basque. Professionnel en 2004, il a notamment remporté deux étapes du Tour de Navarre en 2003.

## Palmarès
- 1999
  - Prueba San Pelaio
  - 2e de l'Antzuola Saria
- 2000
  - Premio Lapuebla de Labarca
  - Gran Premio San Antolin
- 2002
  - 3e étape du Tour de Valladolid
  - Mémorial José María Anza
  - Prueba Alsasua
  - 2e du Dorletako Ama Saria
- 2003
  - 4e et 6e étapes du Tour de Navarre
  - 5e étape de la Bizkaiko Bira (es)
  - 2e du Gran Premio Primavera de Ontur
  - 2e du championnat de Biscaye
  - 3e du Mémorial Rodríguez Inguanzo